# Suga
Min Yoon Gi (hangul: 민윤기; hanja: 閔玧其; Daegu, 9 de març de 1993), més conegut pels seus noms artístics Suga (hangul: 슈가) i Agust D és un raper, compositor i productor sud-coreà. Va debutar en el grup BTS el 2013 sota la companyia Big Hit Entertainment. El 2010, abans de debutar amb BTS, formava part d'un grup underground de rap a la seva ciutat natal anomenat D-Town. El 15 d'agost 2016 va publicar el seu primer mixtape en solitari titulat Agust D, del qual van sortir dos vídeos musicals per als temes «Agust D» i «Give It to Me». El àlbum va ser inclòs en la llista de «Els 20 millors mixtapes de 2016» de Fuse.

## Biografia
Suga, nom real Min Yoon Gi, va néixer el 9 de març de 1993 a Daegu, Corea del Sud. Va començar a interessar-se per la música en cinquè de primària després de veure una actuació de Stony Skunk en televisió, i va ser així com va començar a escoltar grups hip-hop com Epik High. En segon curs de l'escola mitjana va actuar per primera vegada a un escenari interpretant el tema «Vés enrere» del grup Dynamic Duo. Als tretze anys va començar a aprendre a utilitzar la tecnologia MIDI i a escriure les seves pròpies cançons.
Als disset anys i gràcies a un mentor, va entrar a formar part d'un grup de rap underground anomenat D-Town.En una entrevista amb la revista Grazia va declarar: «Quan treballava en l'estudi, componia cançons o feia ritmes i fins i tot els venia. Després vaig començar a rapejar i a fer actuacions de manera natural. Mentre treballava allà era difícil pagar el menjar o el transport. (…) Però encara que era difícil volia fer música, així que el suportava ».
El 2010 Suga va participar en les audicions Hit It dutes a terme per Big Hit Entertainment. Va quedar segon en la competició que es va celebrar i va entrar a formar part de la companyia el 7 de novembre de 2010. Tot i haver entrat en Big Hit com a compositor el 13 de juny de 2013 va acabar debutant amb el grup BTS com raper amb el senzill 2 Cool 4 Scool.
Suga confessar que el seu germà gran havia tingut un paper important en la seva carrera en la música en ser l'únic membre de la seva família que li havia donat suport quan va decidir presentar-se a l'audició de Big Hit. Va arribar a escriure el tema «Never Mind» inclòs en l'àlbum The Most Beautiful Moment in Life, Part 2 sobre el menyspreu de la seva família cap al seu desig de convertir-se en músic. El pseudònim Agust D ve de «DT Suga» al revés, el nom que utilitzava quan va començar a escriure lletres, on «DT» vol dir «Daegu Town».

## Discografia
Agust D
Al juliol de 2016 es va anunciar que Suga llançaria el seu primer mixtape en solitari i es convertiria així en el segon membre de BTS en fer-ho, després de RM (anteriorment Rap Monster) que s'havia publicat al març de 2015. L'àlbum, titulat Agust D, es va publicar el 16 d'agost de 2016 de franc a través de diversos serveis de música. el mixtape es va gravar en el període entre 2011 i 2016. Suga va crear més de seixanta cançons entre 2014 i 2016, xifra que ascendia a vuitanta comptant col·laboracions i els temes finalment publicats. Ell mateix va expressar que era difícil crear aquesta classe de ritmes i lletres per BTS i que com Agust D podia expressar-se lliurement.
En una entrevista a Marie Claire en l'última fase de preparació de l'àlbum va declarar: «M'he expressat de manera clara amb relació a què penso de la joventut. També he parlat de forma honesta sobre mi mateix. Sóc la classe de persona a la qual li agrada crear basant-me en la realitat que he experimentat des de l'adolescència fins als vint, la meva vida diària, els meus conflictes i els meus somnis ». Va dir també que la seva major preocupació havia estat sempre no tenir un somni clar i que sempre havia viscut intentat ajustar-se al motlle de la societat, però en fer-se adult s'havia adonat que la realitat era diferent del que esperava.
Suga va explicar que havia triat publicar un mixtape en comptes d'un àlbum perquè li semblava que un àlbum estava atrapat dins d'una estructura fixa i que a més hagués sentit la pressió que l'àlbum entrés en les llistes de Melon. Sobre les cançons incloses dir : «Quan vaig fer la llista de cançons em vaig preocupar molt. Sobre com havia de encaixar les coses perquè fluïssin i per expressar clarament les històries que volia incloure ». Va començar a compondre el tema principal,« Agust D », el 2011 amb la intenció de parlar del seu veritable jo que altres no coneixien.
Suga va interpretar per primera vegada una cançó del mixtape en directe - «Tony Montana» en col·laboració amb Jimin- durant el tercer fanmeeting del grup a Corea al novembre de 2016. A la fi de 2016 Agust D va aconseguir entrar a la llista dels àlbums més populars a Tumblr en el nombre vuit.
Vídeos musicals
El vídeo musical de «Agust D» es va publicar el 16 d'agost del 2016 a mitjanit. En menys de dotze hores el vídeo va aconseguir un milió de visites a Youtube i va arribar als deu milions al novembre d'aquest any. El concepte del vídeo és la «joventut errant» i explica la història de com Suga escapa després d'estar lligat i tancat en una acte-caravana per després néixer com Agust D. el rodatge es va dur a terme el 19 de juliol en un estudi de Namyangju, a la província de Gyeonggi. el director del vídeo va ser Sungwook Kim de la companyia OUI, amb Suji Kim com a assistent de direcció, Hyunsuk Song com a tècnic d'il·luminació i Gwiok Sense com a dissenyador de set. L'edició es va fer de forma conjunta per Lumpens i OUI.
Per la seva banda, el vídeo de «Give It to Me» es va publicar el 19 d'agost a mitjanit. Igual que al vídeo de «Agust D», el director va ser Sungwook Kim de OUI amb Suji Kim com a assistent de direcció, Hyunsuk Song com a tècnic d'il·luminació i Gwiok Sense com a dissenyador de set. Tant «Agust D» com «Give it to Me» van entrar a la llista de vídeos K-pop més vistos a l'agost de 2016 als Estats Units i al món, «Agust D» en el segon i tercer lloc i «Give it to me» en el sisè i vuitè, respectivament.
Recepció crítica
Tamar Herman per Billboard va dir sobre l'àlbum: «" Agust D "porta al capdavant l'elecció de professió i les dificultats de Suga (Min Yoongi) amb un estil rap de la vella escola. (…) A través dels apassionats deu temes de "Agust D", Suga va afegir un nou element a la seva carrera, separant l'art del seu mixtape del que ha publicat amb BTS com un dels més prominents compositors i escriptors del grup ». Herman va postular que la primera part de l'àlbum, que comprèn els temes« Intro »,« Agust D »i« Give It To Me ", eren pura grandiloqüència. Després el mixtape feia una transició cap a la crua realitat de la depressió, el trastorn obsessiu-compulsiu i la fòbia social que havien afectat a Suga des que va deixar Daegu i l'angoixa que havia sentit per vendres. En l'última part, amb els temes «Interlude: Dream, Reality» i «So Far Away», Suga expressava la contradicció de desitjar que la realitat no fos més que un somni a la vegada que instava els oients a seguir somiant. Herman va posar l'accent també en el fet que el mixtape havia estat produït completament per Suga, un esdeveniment atípic en el món K-pop.
Jeff Benjamin per Fuse va dir que l'àlter ego Agust D servia per demostrar l'habilitat de l'estrella per a les produccions populars, el rap hardcore i per fer de les seves vulnerabilitats la seva força. Sobre «Agust D» declarar que Suga havia trobat la manera de reinterpretar subtilment la mostra de «It 'sa Man's Man 's Man's World» de James Brown de manera que cridés l'atenció dels més acèrrims seguidors del hip-hop. El ritme del rap era més agressiu que mai parlant de les limitacions que comportava ser un estel k-pop. La resta de cançons tractaven temes com la identitat o la salut mental, però anant més enllà del que BTS es pot permetre. El mitjà va incloure el mixtape en la seva llista «Els 20 millors mixtapes de 2016» al·legant que Suga s'havia allunyat dels temes assegurances tractats en k-pop adoptant una nova personalitat com Agust D i que la música en si era ambiciosa.
El servei de música Tidal va incloure a Suga a la llista «Els cinc artistes a veure aquesta setmana» al mes de setembre. Declarant que el raper tenia com a influència a artistes com Lupe Fiasco, Desiigner i YG, els autors van manifestar sobre l'àlbum: «Exhibint de forma prominent un acostament a la cultura de la joventut totalment franc i sense censurar, temes virils com "Give It To me" demostren la classe d'honestedat emotiva que abans no estava a l'abast de l'estrella k-pop. Dit d'una altra manera: no necessites conèixer l'idioma per sentir el foc d'aquest artista en ascens ».
Mixtapes
| Títol   | Detalls                                                                                              | Posicionament en llistes | Posicionament en llistes | Posicionament en llistes |
| Títol   | Detalls                                                                                              | US Heat.                 | US World Alb.            | JAP                      |
| ------- | --- | ------------------------ | ------------------------ | ------------------------ |
| Agust D | - Data: 16 d'agost del 2016 - Segell: Big Hit Entertainment - Format: Descàrrega digital, SoundCloud | 5                        | 3                        | 77                       |
| D-2     | - Data: 22 de maig del 2020 - Segell: Big Hit Entertainment - Format: Descàrrega digital, SoundCloud |                          |                          |                          |

Cançons en llistes
| «Intro: The Most Beautiful Moment in Life»                                         | 2015 | 110 | — | —  | —  | - COR: 22 056+  | The Most Beautiful Moment in Life, Part 1 |
| «Give It To Me»                                                                    | 2016 | —   | — | 4  | —  |                 | Agust D                                   |
| «The Last»                                                                         | 2016 | —   | — | 24 | —  |                 | Agust D                                   |
| «So Far Away» (con Suran)                                                          | 2016 | —   | — | 19 | —  |                 | Agust D                                   |
| «Tony Montana» (con Yankie)                                                        | 2016 | —   | — | 22 | —  |                 | Agust D                                   |
| «First Love»                                                                       | 2016 | —   | — | 17 | —  | - COR: 103 240+ | Wings                                     |
| «Trivia 轉: Seesaw»                                                                | 2018 | 39  | 6 | 5  | 58 | - EUA: 11 000+  | Love Yourself: Answer                     |
| Com artista convidat                                                               |      |     |   |    |    |                 |                                           |
| «Song Request» (Lee So-ra con Suga)                                                | 2019 | 3   | 9 | 2  | —  | - EUA: 3 000    |                                           |
| «Suga's Interlude» (Halsey con Suga)                                               | 2019 | 194 | — | 2  | —  | - EUA: 9 100    | Manic                                     |
| «Eight» (IU con Suga)                                                              | 2020 | —   | — | —  | 34 |                 |                                           |
| "—" indica obres que no van entrar en la llista o no van ser llençades a la regió. |      |     |   |    |    |                 |                                           |

Altres cançons
| Any  | Títol               | Format                        | Notes           |
| ---- | ------------------- | ----------------------------- | --------------- |
| 2012 | «All I Do Is Win»   | Descàrrega digital, streaming |                 |
| 2013 | «Dream Money»       | Descàrrega digital, streaming |                 |
| 2013 | «Adult Child»       | Descàrrega digital, streaming | Amb RM i Jin    |
| 2013 | «It Doesn't Matter» | Descàrrega digital, streaming |                 |
| 2018 | «Ddaeng» (땡)       | Descàrrega digital, streaming | Amb RM i J-Hope |

Com a productor
| Títol                    | Any  | Artista             | Àlbum                   |
| ------------------------ | ---- | ------------------- | ----------------------- |
| «518-062»                | 2010 | D-Town              |                         |
| «Wine»                   | 2017 | Suran Amb Changmo   | Walkin'                 |
| «Eternal Sunshine»       | 2019 | Epik High           | Sleepless in __________ |
| «We Don't Talk Together» | 2019 | Heize (amb Giriboy) |                         |
| «Eight»                  | 2020 | IU (amb Suga)       |                         |

## Filmografia
Tràilers i vídeos curts
| Any  | Títol                                    | Director                 |
| ---- | ---------------------------------------- | ------------------------ |
| 2015 | Intro: The Most Beautiful Moment in Life | GDW                      |
| 2016 | First Love #4                            | Yong-seok Choi (Lumpens) |

Videos musicals
| Any  | Títol           | Director            |
| ---- | --------------- | ------------------- |
| 2016 | «Agust D»       | Sung-wook Kim (OUI) |
| 2016 | «Give It to Me» | Sung-wook Kim (OUI) |

## Premis i nominacions
| Any  | Premis                 | Receptor                                      | Categoria | Resultat  |
| ---- | ---------------------- | --------------------------------------------- | --------- | --------- |
| 2017 | 9th Melon Music Awards | Suran (cantant) i Suga (productor) per «Wine» | Hot Trend | Guanyador |